# Игор Видовић
Игор Видовић (Бања Лука, СФРЈ, 1975) хрватски је политичар и инжењер електротехнике. Бивши је министар за економске односе и регионалну сарадњу Републике Српске.

## Биографија
Игор Видовић је рођен 1975. године у Бањој Луци, СФРЈ. У родном граду је завршио основну и средњу школу. На Електротехничком факултету у Бањој Луци дипломирао је 2004.
Радио је на мјесту демонстратора на Катедри за електронику Електротехничког факултета и у Телекомуникацијама Републике Српске а. д. у Служби билинга. У мандату од 2004. до 2008. обављао је функцију одборника у Скупштини града Бања Лука. Био је запослен у Управи за индиректно опорезивање у Сектору за информационе технологије на мјесту администратора системског софтвера. Од јуна 2009. године био је члан Управног одбора Радио-телевизије Републике Српске.
Ожењен је, отац троје дјеце.